# Papilio nerminae
Espèce
Synonymes
- Papilio chrapkowskoides nerminae Koçak, 1983 (préféré par BioLib)[1]

Papilio nerminae est une espèce de lépidoptères (papillons) de la famille des Papilionidae. Cette espèce est endémique de Sao Tomé-et-Principe en Afrique de l'Ouest.

## Systématique
L'espèce Papilio nerminae a été décrite pour la première fois en 1983 par l'entomologiste turc Ahmet Ömer Koçak (d) dans la revue Priamus, sous le protonyme Papilio bromius nerminae. Elle appartient au groupe de Papilio nireus, composé d'une vingtaine de Papilio africains.